# Quarouble
Quarouble is een gemeente in het Franse Noorderdepartement (Frans: département du Nord) (regio Hauts-de-France). De gemeente telde op 1 januari 2022 3.141 inwoners en maakt deel uit van het arrondissement Valenciennes.

## Geografie
De oppervlakte van Quarouble bedroeg op 1 januari 2022 12,27 vierkante kilometer; de bevolkingsdichtheid was toen 256 inwoners per km².

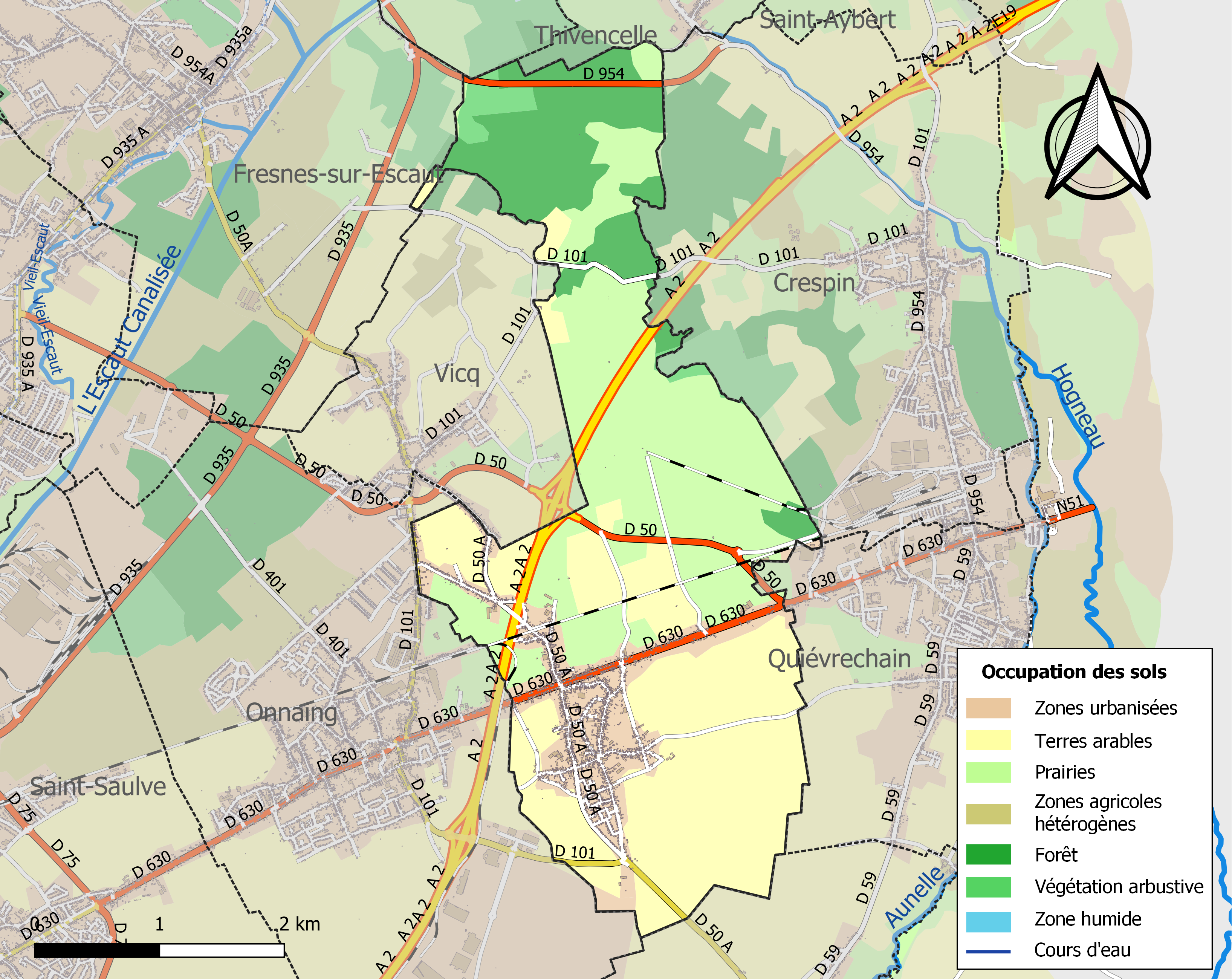
Kaart van de gemeente met belangrijkste infrastructuur, bodemgebruik en omliggende gemeenten

## Bezienswaardigheden
- De Sint-Antoniuskerk (Église Saint-Antoine) is een neogotisch kerkgebouw van 1852. In de kerk bevindt zich sinds 1840 een orgel van de Belgische orgelbouwers Pierre-Jean en Henri De Volder. Het orgel werd in 1998 geklasseerd als monument historique.
- Op de begraafplaats van Quarouble bevindt zich een Britse oorlogsgraf uit de Eerste Wereldoorlog.
- De Sint-Michaelkapel (Chapelle Saint-Michel) werd gebouwd in 1965 door de bewoners van het Quartier du Marais, dat ver van het centrum gelegen was. Sinds de jaren '70 van de 20e eeuw wordt het brutalistisch ogende gebouw als parochiecentrum en gemeenschapshuis gebruikt.

## Natuur en landschap
De hoogte aan de kerk bedraagt 35 meter.

## Economie
Ten zuiden van Quarouble bevindt zich het Parc d'Activités de la Vallée de l'Escaut, een bedrijventerrein met onder meer een grote fabriek van Toyota.

## Demografie
Onderstaande figuur toont het verloop van het inwonertal (bron: INSEE-tellingen).

## Verkeer en vervoer
Door Quarouble loopt de oude steenweg van Valenciennes naar Bergen. Door het noordwesten van de gemeente loopt de autosnelweg A2/E19, die vlak bij het dorp twee op- en afritten heeft.

## Nabijgelegen kernen
Quiévrain, Vicq, Onnaing, Rombies-et-Marchipont